# Britanske podmornice klase V
Klasa V je oznaka za klasu britanskih podmornica koju je izradio Vickers za potrebe kraljevske ratne mornarice.

## Razvoj
Podmornice klase V mogu se ponajprije predstaviti kao Vickersovo viđenje i odgovor na postavljene zahtjeve, koje je još 1912. pred konstruktore podmornica postavio tzv. Podmorničarski komitet britanskog Admiraliteta. Slobodno se može potvrditi teza da su se Vickersovi konstruktori i inženjeri pri konstrukciji ovih podmornica vodili tehničkim rješenjima Laurentijevog dizajna, koji je primijenilo Scottovo brodogradilište u izgradnji klase S. Izgradnja eksperimentalne podmornice V1 ušla je u podmorničarski program za 1912/13. godinu. Izgradnja ove klase započela je 12. studenog 1912. polaganjem kobilice za podmornicu V1. Nju su slijedile još tri podmornice u godišnjem programu za 1913./1914. godinu koje su dobile slijedne oznake V2, V3 i V4.

## Dizajn
Gledano s tehničkog aspekta, klasa V je bila vrlo slična Scottovoj klasi S. Ponajprije se to odnosi na djelomičnu primjenu dvostrukog trupa, propulzije i unutrašnjeg dizajna ugradnjom šest vodonepropusnih pregrada. Serija od četiri podmornice klase V može se podijeliti na dvije podgrupe: u prvoj je bila podmornica V1, a drugu su činile ostale tri podmornice. Razlike između prve i ostalih triju podmornica unutar klase odnosile su se uglavnom na vanjske protežnosti, deplasmane i konfiguraciju podvodnog dijela propulzije. Za razliku od podmornica klase S u kojih je duljina čvrstog trupa iznosila 13,7 m, kod podmornica klase V, dio središnjeg čvrstog trupa protezao se u duljini od 22,8 m. 
Površinski i podvodni deplasmani obaju podtipova međusobno su se razlikovali tek u nekoliko tona, a u skladu s tim i pričuva uzgona iznosila je 27,9% za podmornicu V1, odnosno 28,5% za ostale tri podmornice. Površinska propulzija podmornica klase V bila je povjerena dvama četverotaktnim Vickersovim SA dieselskim motorima koji su razvijali svaki po 450 KS pri 450 o/min. Podvodna propulzija na podmornici V1 bila je riješena pomoću dva električna motora tipa Laurence Scott, koji su razvijali po 150 KS, dok su podmornice V2 i V4 bile opremljene električnim motorima Don Works od 190 KS. Motori su bili konstruirani za kratkotrajno opterećenje od 235 KS kod V1, odnosno 285 KS u ostale tri podmornice. Električni motori su se napajali iz oksidne baterije koja se sastojala od 132 članka smještena u samo jednom baterijskom bunaru. Sa zalihom od 17,24 t (V1) odnosno 16,25 t (V2-V4) dizelskog goriva smještenog u tankove unutar lakog trupa, podmornice ove klase imale su površinski doplov do 3000 NM (V1) uz brzinu od 9 čvorova. 
Podvodni doplov iznosio je 50 NM uz brzinu 5 čvorova. Maksimalne brzine obaju podtipova klase V dostizale su vrijednost od 14 čv u površinskoj i 8,5?9 čv u podvodnoj plovidbi.
 Naoružanje sve četiri podmornice bilo je istovjetno i sastojalo se od dviju pramčanih torpednih cijevi kalibra 18 in (440 mm) iz kojih se mogao ispaliti borbeni komplet od četiri torpeda. Nakon isporuke, na zahtjev mornarice, sve četiri podmornice dodatno su opremljene po jednim topom od 12 funti.

## Povijest korištenja
Obalne eksperimentalne podmornice klase V ponajprije su služile za ispitivanje i obučavanje. Tijekom Prvog svjetskog rata nisu imale većih zadaća. Preživjele su rat i otpisane su iz flotne liste u srpnju 1919.

## Poveznice
- Klasa S